# 普寧市
普寧市（ふねいし）は中華人民共和国広東省掲陽市に位置する県級市。

## 歴史
1563年（嘉靖42年）、明により普寧県が設置された。1993年に県級市の普寧市に改編され現在に至る。

## 行政区画
下部に7街道、18鎮、1郷を管轄する
- 街道
  - 流沙東街道、流沙南街道、流沙西街道、流沙北街道、池尾街道、燎原街道、大南山街道
- 鎮
  - 赤崗鎮、大壩鎮、洪陽鎮、南渓鎮、広太鎮、麒麟鎮、南径鎮、占隴鎮、軍埠鎮、下架山鎮、高埔鎮、雲落鎮、大坪鎮、船埔鎮、梅林鎮、里湖鎮、梅塘鎮、普僑鎮
- 郷
  - 鮜渓郷

## 交通

### 鉄道

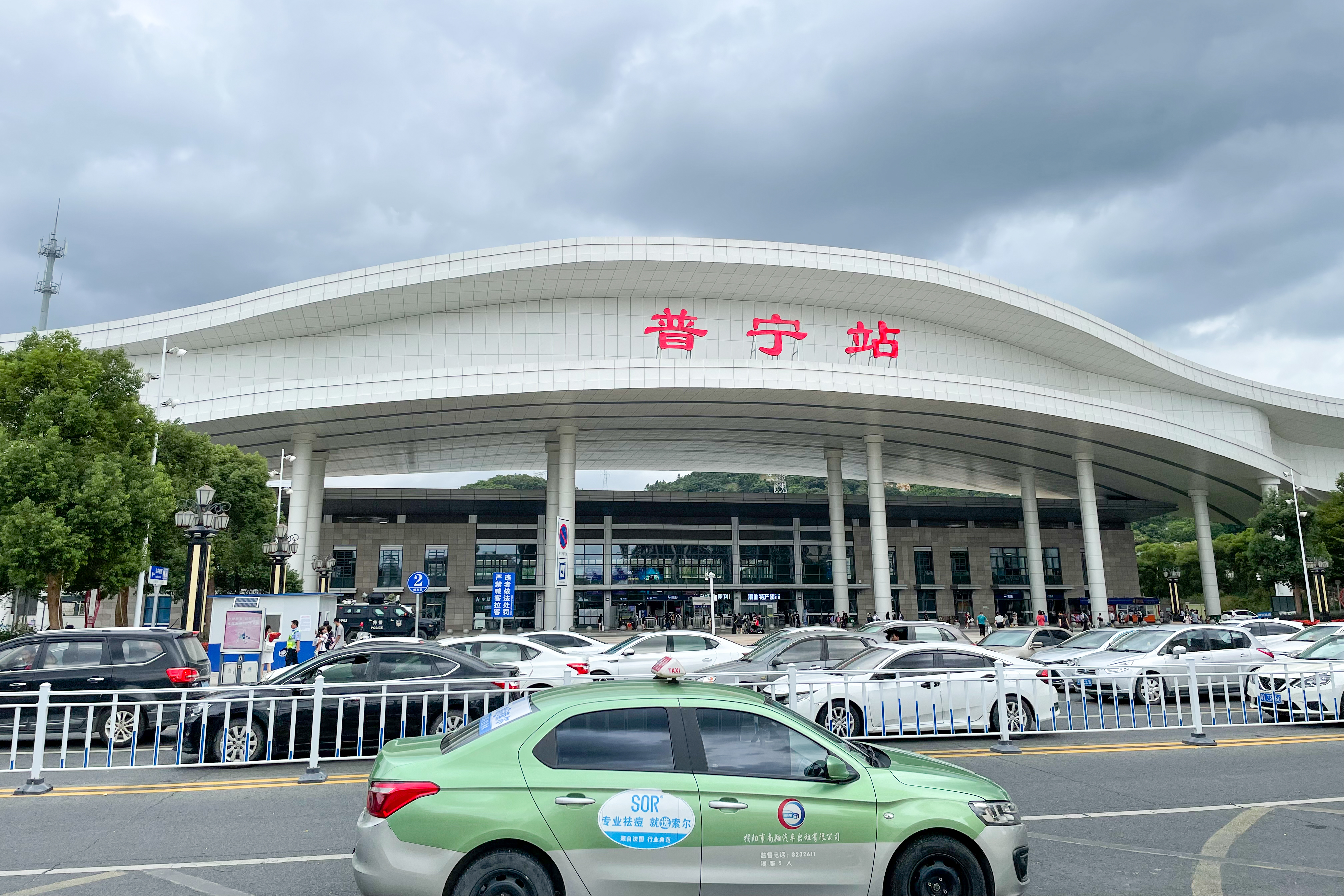
普寧駅

- 中国国家鉄路集団
  - 廈深線
    - 普寧駅

### 道路
- 高速道路
  -  甬莞高速道路（中国語版）
  -  掲恵高速道路（中国語版）
  -  汕湛高速道路（中国語版）
  -  掲普恵高速道路（中国語版）
- 国道
  - G238国道（中国語版）
  - G324国道